# Chacao (paroisse civile)
Pour les articles homonymes, voir Chacao.
Chacao est l'unique paroisse civile de la municipalité de Chacao dans l'État de Miranda au Venezuela. Chacao désigne ainsi l'un des quartiers orientaux de la capitale Caracas et l'un des plus aisés. Les trois entités municipalité, paroisse civile et capitale de paroisse civile ont les mêmes délimitations. En 2011, sa population s'élève à 61 213 habitants.

## Siège
L'edificio parroquial, « édifice paroissial » en français, est le siège de la paroisse civile, situé dans le sector Población Chacao sur Mohedano et la plaza Bolívar de Chacao qui abrite également l'église San José de Chacao.